# Jáma (Mičovice)

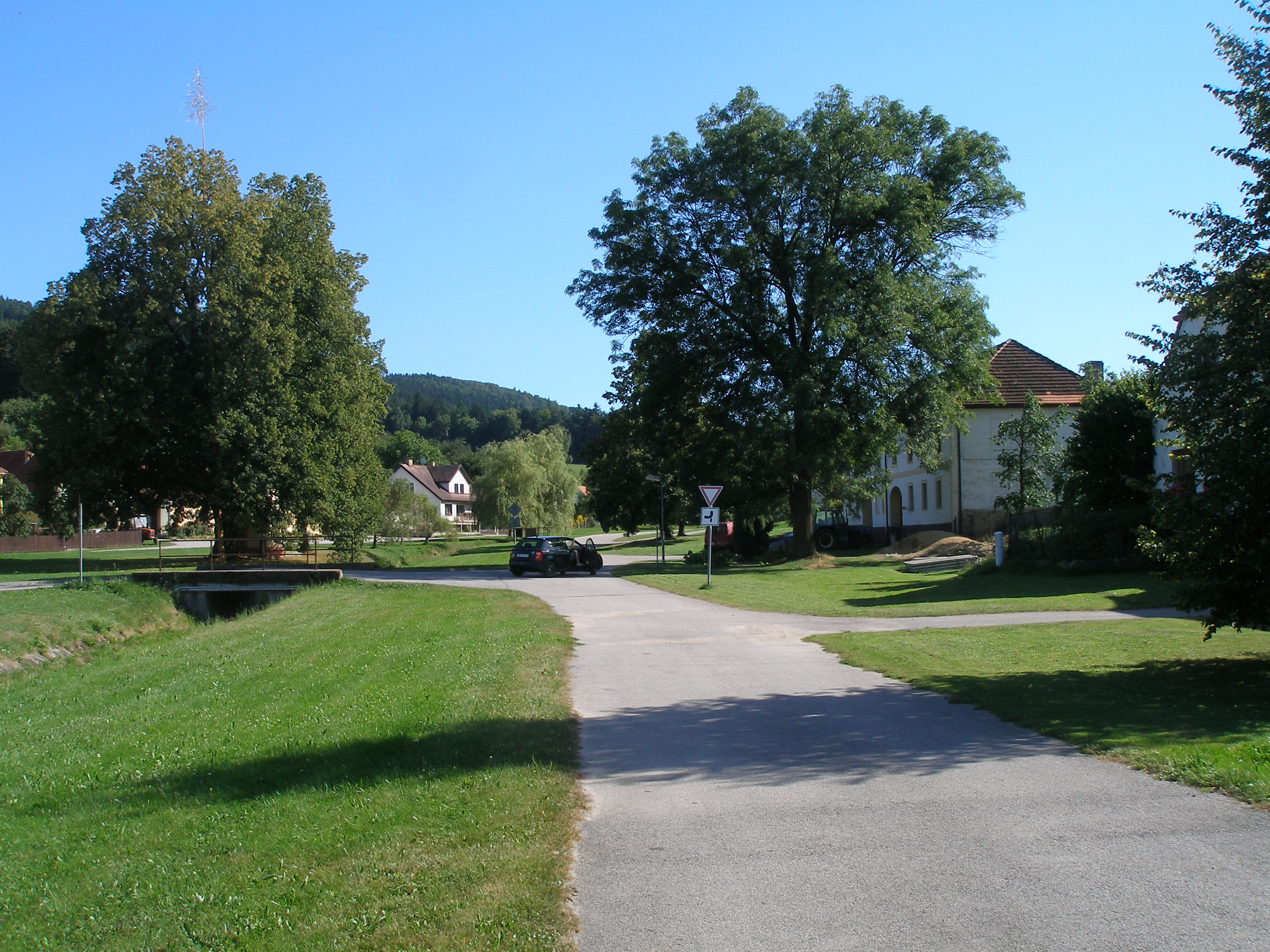
Střed návsi

Jáma je malá vesnice, část obce Mičovice v okrese Prachatice v Jihočeském kraji. Nachází se asi 2,5 kilometru jižně od Mičovic, rozložena v údolí potoka Melhutky. Jáma je také název katastrálního území o rozloze 3,63 km².

## Historie
První písemná zmínka o vesnici pochází z roku 1420.

## Obyvatelstvo
| Rok            | 1869 | 1880 | 1890 | 1900 | 1910 | 1921 | 1930 | 1950 | 1961 | 1970 | 1980 | 1991 | 2001 | 2011 | 2021 |
| -------------- | ---- | ---- | ---- | ---- | ---- | ---- | ---- | ---- | ---- | ---- | ---- | ---- | ---- | ---- | ---- |
| Počet obyvatel | 166  | 170  | 145  | 135  | 126  | 143  | 145  | 84   | 93   | 89   | 100  | 92   | 86   | 70   | 68   |
| Počet domů     | 25   | 27   | 26   | 24   | 23   | 22   | 25   | 24   | 24   | 19   | 20   | 26   | 26   | 28   | 30   |

## Obecní správa
Při sčítání lidu v letech 1850–1929 Jáma byla osadou obce Záhoří v okrese Prachatice. V letech 1930–1959 byla samostatnou obcí v okrese Prachatice. V letech 1960–1985 byla častí obce Mičovice v okrese Prachatice. Od 1. července 1985 do 30. června 1990 byla částí městyse Lhenice v okrese Prachatice. Od 1. července 1990 je opět částí obce Mičovice v okrese Prachatice.

## Pamětihodnosti
- Slovanské hradiště, archeologické stopy v lokalitě Hradiště (kulturní památka ČR)

## Spolkový život
- Sbor dobrovolných hasičů založený v roce 1907
- Malá dechová hudba Doubravanka založená v roce 1991
- Pošumavský spolek hezkých holek pro Jámu a okolí